# Stazione di Kaida
La stazione di Kaida (貝田駅?, Kaida-eki) è una stazione ferroviaria situata della cittadina di Kunimi, nella prefettura di Fukushima, in Giappone, ed è servita dalla linea principale Tōhoku regionale della JR East.

## Servizi ferroviari
East Japan Railway Company
■ Linea principale Tōhoku (servizi regionali)

## Struttura
La fermata, priva di personale, è dotata di due marciepiedi laterali con due binari passanti in superficie, collegati da un sovrappassaggio. Supporta la bigliettazione elettronica Suica e sono presenti servizi igienici, distributori di bevande e di biglietti, oltre a una piccola sala d'attesa.
| 1 | ■ Linea principale Tōhoku | per Fukushima, Kōriyama e Kuroiso |
| 2 | ■ Linea principale Tōhoku | per Shiroishi, Iwanuma e Sendai   |

## Stazioni adiacenti
| «                              | Servizio                | »                       |
| Linea principale Tōhoku        | Linea principale Tōhoku | Linea principale Tōhoku |
| ------------------------------ | ----------------------- | ----------------------- |
| Fujita                         | Locale                  | Kosugō                  |
| Il Sendai City Rapid non ferma |                         |                         |